# Comitato Olimpico della Guinea-Bissau
Il Comitato Olimpico della Guinea-Bissau (noto anche come Comité Olímpico da Guiné-Bissau in portoghese) è un'organizzazione sportiva guineense, nata nel 1992 a Bissau, Guinea-Bissau.
Rappresenta questa nazione presso il Comitato Olimpico Internazionale (CIO) dal 1995 ed ha lo scopo di curare l'organizzazione ed il potenziamento dello sport in Guinea-Bissau e, in particolare, la preparazione degli atleti guineensi, per consentire loro la partecipazione ai Giochi olimpici. L'organizzazione è, inoltre, membro dell'Associazione dei Comitati Olimpici Nazionali d'Africa.
L'attuale presidente dell'associazione è Augusto Bernado Viegas Jr., mentre la carica di segretario generale è occupata da Sérgio Mane.